# North Canton
North Canton és una població dels Estats Units a l'estat d'Ohio. Segons el cens del 2000 tenia 16.369 habitants.

## Demografia
Segons el cens del 2000, North Canton tenia 16.369 habitants, 7.114 habitatges, i 4.382 famílies. La densitat de població era de 1.041,2 habitants per km².
Dels 7.114 habitatges en un 23,5% hi vivien nens de menys de 18 anys, en un 51,7% hi vivien parelles casades, en un 7,5% dones solteres, i en un 38,4% no eren unitats familiars. En el 33,8% dels habitatges hi vivien persones soles el 15,2% de les quals corresponia a persones de 65 anys o més que vivien soles. El nombre mitjà de persones vivint en cada habitatge era de 2,18 i el nombre mitjà de persones que vivien en cada família era de 2,8.
Per edats la població es repartia de la següent manera: un 19,3% tenia menys de 18 anys, un 9,5% entre 18 i 24, un 25,1% entre 25 i 44, un 23,6% de 45 a 60 i un 22,6% 65 anys o més.
L'edat mediana era de 42 anys. Per cada 100 dones de 18 o més anys hi havia 83,1 homes.
La renda mediana per habitatge era de 42.013 $ i la renda mediana per família de 53.268 $. Els homes tenien una renda mediana de 39.517 $ mentre que les dones 29.250 $. La renda per capita de la població era de 24.045 $. Aproximadament el 3,5% de les famílies i el 5,7% de la població estaven per davall del llindar de pobresa.

## Poblacions més properes
El següent diagrama mostra les poblacions més properes.